# L'Homme qui en voulait trop
L'Homme qui en voulait trop (The Man Who Grew Too Much) est le treizième épisode de la 25e saison de la série télévisée Les Simpson et le 543e épisode de la série. Il est sorti en première sur le réseau Fox le 9 mars 2014. Cet épisode est présent en bonus sur le DVD de la saison 17, sorti le 1er décembre 2014 alors que cet épisode était inédit en France.

## Synopsis
Alors que la question des OGM agite Springfield, Lisa et sa famille sont invitées à visiter un laboratoire de recherches spécialisé sur les organismes génétiquement modifiés. Ils découvrent avec stupéfaction que son chef n'est autre que leur ennemi juré : Tahiti Bob. 
Lors de cette rencontre inattendue, Lisa se laisse convaincre par Bob, qui partage sa culture, que ses actions au sein du laboratoire ne visent qu'à faire un monde meilleur. Malgré la suspicion de sa famille à l'égard du criminel, Lisa se met à fréquenter celui qu'elle croit repenti. Mais au cours d'une visite au musée de Springfield et après avoir failli être écrasée par une sculpture, Lisa se rend compte que Bob possède une force phénoménale. Cet atout lui a permis de sauver la jeune fille en supportant le poids d'une masse trop lourde pour un humain ordinaire.
Bob révèle alors à Lisa qu'il a profité de ses expériences en laboratoire pour modifier son ADN et qu'il compte y ajouter celui de nombreuses figures historiques et scientifiques afin de devenir un dictateur surpuissant. Bart intervient alors pour protéger sa sœur, mais son ennemi l'avertit qu'il possède aussi un ADN particulier, susceptible de le faire entrer dans une fureur meurtrière et destructrice à la moindre contrariété. Exaspéré par une famille de touristes, Tahiti Bob est pris d'un tel accès de rage, que Bart et Lisa quittent précipitamment le musée.  
Pourchassés par le criminel qui utilise des capacités hors du commun (sauts de sauterelle, sonar d'une baleine tueuse) pour les rattraper, les deux enfants sont rapidement capturés et menacés d'être jetés du haut d'un barrage. Mais alors que Lisa lui cite quelques vers de Walt Whitman, Bob prend conscience qu'il est devenu un être inhumain et monstrueux. Dégoûté, il se jette lui-même du haut du barrage, mais survit sous l'eau à l'aide des branchies qu'il s'est créé.
Parallèlement, Marge donne aux adolescents des cours d'éducation sexuelle, mais doit faire face à de nombreuses difficultés.

## Réception
Lors de sa première diffusion l'épisode a attiré 3,75 millions de téléspectateurs.